# 竹管寺镇
竹管寺镇，是中华人民共和国湖南省永州市蓝山县下辖的一个乡镇级行政单位。
2015年11月18日，撤销竹管寺镇、塔峰镇2个建制镇，设立新的塔峰镇。

## 行政区划
竹管寺镇下辖以下地区：
新街社区、老街社区、竹市村、五坊塘村、成家村、塘复村、上丰头村、李子荣村、杨美洞村、上堂庵村、背子冲村、排楼脚村、桃源坝村、廖伏荣村、荷叶塘村、岩口村、黄泥井村、珠风塘村、岐石脚村、三美堂村、总市村、大坪村、万山村、贵林村、信卿村、小泉村、白跃村、近江村、蒋家村、刘景福村、金银塘村、下坊村、界头村、源桐村、文星村、大富头村和石毫尾村。